# Dario Magalhães
Dario de Almeida Magalhães (Belo Horizonte, 26 de fevereiro de 1908 – 13 de março de 2007) foi um advogado e jornalista brasileiro.

## Dados biográficos
Depois de ter sido diretor do jornal Estado de Minas e apoiar a Revolução de 1930, veio para o Rio em 1932, onde se tornou diretor dos Diários Associados, quando Assis Chateaubriand foi exilado. Seu pai, Rafael de Almeida Magalhães foi desembargador e presidente do Tribunal de Justiça do Estado de Minas Gerais.
Casou-se com Elza Hermeto de Almeida Magalhães,  com quem teve os filhos Teresa e Raphael Hermeto de Almeida Magalhães, conhecido tão somente por Raphael de Almeida Magalhães que foi governador do antigo estado da Guanabara, Presidente do Fluminense Flutebol Clube, candidato ao Senado pelo PMDB-RJ em 1982 e ministro da previdência do governo Sarney. Viúvo desde 1976, Dario casou-se novamente com Maria Imelde Pessoa Farah.
Foi deputado na Assembléia Constituinte de 1934, pelo Partido Republicano Mineiro (PRM), permanecendo no Congresso até seu fechamento, em 1937.
Em 1943, foi um dos três autores e 92 signatários do Manifesto dos Mineiros – documento público de contra a ditadura do Estado Novo e em defesa da redemocratização do país. Perseguido pela polícia política de  Getúlio Vargas, Dario foi preso em 1944, juntamente com outros signatários do Manifesto, como Austregésilo de Athayde e os advogados Adauto Lúcio Cardoso e Virgílio de Melo Franco – que também assinaram o manifesto. Na ocasião, todos os advogados do Rio requereram habeas corpus para o grupo. Dario ficou preso por uma semana.
Foi fundador do Partido Republicano (PR), pelo qual se candidatou a deputado federal em 1946, sem se eleger, tornando-se depois, secretário-geral do partido.
Depois do rompimento entre Dario e Chateaubriand, este último passou a anunciar na primeira página de um dos seus jornais, todos os anos, à época do Natal, uma suposta distribuição de presentes ao povo pelo  ex-amigo, o que levava uma multidão à porta de sua casa.
No início da década de 1950, Dario aproximou-se do então jornalista  Carlos Lacerda e ajudou a criar a Tribuna da Imprensa, o jornal de Lacerda e defendeu o jornal contra a censura do Estado.
Também foi advogado de Nelson Rodrigues quando seu livro O casamento foi apreendido no governo do marechal Castelo Branco, ganhando a causa em plena vigência do Ato Institucional n° 2.
Conselheiro da Ordem dos Advogados do Brasil (OAB) desde 1938, Dario de Almeida Magalhães assumiu diversos mandatos alternados até 1958. Famoso por suas petições – de estilo peculiar, sempre escritas com muita paixão – Dario contribuiu para formar uma nova geração de advogados, como Sérgio Bermudes, do ministro do Supremo Tribunal Federal (STF) Sepúlveda Pertence, Victor Nunes Leal e do ministro do Tribunal Superior Eleitoral (TSE) Cláudio Lacombe, que trabalharam em seu escritório.
Já aos 84 anos, foi um dos advogados do presidente Fernando Collor em seu processo de impeachment.
Dario de Almeida Magalhães militou como advogado até os 95 anos, e era conhecido por atuar em defesa do interesse público.